# MBC Newsdesk
MBC Newsdesk (hangul: MBC 뉴스데스크) é um telejornal sul-coreano exibido pela MBC desde 5 de outubro de 1970.

## História
O noticiário estreou em 5 de 11 de 1970 às 22:00 (KST). Ele foi inicialmente nomeado MBC 뉴우스 데스크 devido à ortografia da época.
Ele foi renomeado para MBC News Park em 1976 se movendo no momento às 21:00, em seguida, reverter para MBC Newsdesk em 1981.
Em 1993, MBC Newsdesk tem um novo tema, composto por Lim Taek-su.

## Apresentadores
- Park Yong-chan (segunda a sexta)
- Bae Hyun-jin (segunda a sexta)
- Park Sang-kwon (sábado e domingo)
- Lee Jeong-min (sábado e domingo)